# والتر خان
والتر خان (بالإنجليزية: Walter "Kandor" Kahn)‏ هو ملحن ومنتج أسطوانات أمريكي، ولد في 9 أبريل 1948، وتوفي في 15 يونيو 2013 بسبب قصور كلوي.

## وصلات خارجية
- والتر خان على موقع ميوزك برينز (الإنجليزية)
- والتر خان على موقع ميوزك برينز (الإنجليزية)
- والتر خان على موقع أول ميوزيك (الإنجليزية)
- والتر خان على موقع ديسكوغز (الإنجليزية)
- والتر خان على موقع ديسكوغز (الإنجليزية)